# 밀양시의 행정 구역
밀양시의 행정 구역은 16개 읍면동, 1,092개의 반이 있다. 밀양시의 면적은 799.01km2이며, 인구는 2011년 5월말을 기준으로 46,922세대, 10만 9,864명이다.

## 행정 구역
| 이름     | 한자     | 인구   | 면적   | 법정동·리 |
| -------- | -------- | ------ | ------ | --- |
| 삼랑진읍 | 三浪津邑 | 7,629  | 78.31  | 검세리(儉世里), 미전리(美田里), 삼랑리(三浪里), 송지리(松旨里), 숭진리(崇眞里), 안태리(安台里), 용성리(龍星里), 용전리(龍田里), 우곡리(牛谷里), 율동리(栗洞里), 임천리(林川里), 청학리(靑鶴里), 행곡리(杏谷里) |
| 하남읍   | 下南邑   | 8,796  | 37.09  | 귀명리(貴明里), 남전리(南田里), 대사리(大司里), 명례리(明禮里), 백산리(栢山里), 수산리(守山里), 양동리(良洞里), 파서리(巴西里) |
| 부북면   | 府北面   | 6,369  | 55.31  | 가산리(佳山里), 감천리(甘川里), 대항리(大項里), 덕곡리(德谷里), 무연리(舞鳶里), 오례리(五禮里), 용지리(龍池里), 운전리(雲田里), 월산리(月山里), 위랑리(位良里), 전사포리(前沙浦里), 제대리(堤大里), 청운리(靑雲里), 춘화리(春化里), 퇴로리(退老里), 후사포리(後沙浦里)                                                         |
| 상동면   | 上東面   | 3,149  | 52.01  | 가곡리(佳谷里), 고정리(高亭里), 금산리(金山里), 도곡리(道谷里), 매화리(梅花里), 신곡리(新谷里), 안인리(安仁里), 옥산리(玉山里) |
| 산외면   | 山外面   | 2,962  | 35.41  | 금곡리(金谷里), 금천리(琴川里), 남기리(南沂里), 다죽리(茶竹里), 엄광리(嚴光里), 희곡리(希谷里) |
| 산내면   | 山內面   | 3,947  | 107.49 | 가인리(佳仁里), 남명리(南明里), 봉의리(鳳儀里), 삼양리(三陽里), 송백리(松栢里), 용전리(龍田里), 원서리(院西里), 임고리(臨皐里) |
| 단장면   | 丹場面   | 4,215  | 142.12 | 감물리(甘勿里), 고례리(古禮里), 구천리(九川里), 국전리(菊田里), 단장리(丹場里), 무릉리(武陵里), 미촌리(美村里), 범도리(泛棹里), 법흥리(法興里), 사연리(泗淵里), 안법리(安法里), 태룡리(台龍里) |
| 상남면   | 上南面   | 10,464 | 56.11  | 기산리(岐山里), 남산리(南山里), 동산리(東山里), 마산리(馬山里), 연금리(淵今里), 예림리(禮林里), 외산리(外山里), 조음리(棗音里), 평촌리(平村里) |
| 초동면   | 初同面   | 3,595  | 48.45  | 검암리(儉岩里), 금포리(金浦里), 대곡리(大谷里), 덕산리(德山里), 명성리(明星里), 반월리(半月里), 범평리(帆平里), 봉황리(鳳凰里), 성만리(星萬里), 신월리(新月里), 신호리(新湖里), 오방리(五方里) |
| 무안면   | 武安面   | 5,933  | 100.33 | 가례리(佳禮里), 고라리(古羅里), 내진리(來進里), 덕암리(德岩里), 동산리(銅山里), 마흘리(馬屹里), 모로리(慕老里), 무안리(武安里), 삼태리(三台里), 성덕리(城德里), 신법리(新法里), 양효리(良孝里), 연상리(淵上里), 운정리(雲汀里), 웅동리(熊洞里), 정곡리(鼎谷里), 죽월리(竹月里), 중산리(中山里), 판곡리(板谷里), 화봉리(華封里) |
| 청도면   | 淸道面   | 1,887  | 57.44  | 고법리(古法里), 구기리(九奇里), 두곡리(杜谷里), 소태리(小台里), 요고리(要古里), 인산리(仁山里), 조천리(槽川里) |
| 내일동   | 內一洞   | 4,083  | 12.07  | 내일동(內一洞), 용평동(龍平洞), 활성동(活城洞) |
| 내이동   | 內二洞   | 10,534 | 3.06   | 내이동(內二洞), 삼문동(三門洞) (일부) |
| 교동     | 校洞     | 7,406  | 4.61   | 교동(校洞) |
| 삼문동   | 三門洞   | 20,127 | 2.93   | 삼문동(三門洞) (일부) |
| 가곡동   | 駕谷洞   | 8,768  | 6.21   | 가곡동(駕谷洞), 남포동(南浦洞) |

## 연혁
| Daedongyeojido (Gyujanggak) 17-02.jpg | Daedongyeojido (Gyujanggak) 17-01.jpg |
| Daedongyeojido (Gyujanggak) 18-02.jpg | Daedongyeojido (Gyujanggak) 18-01.jpg |

- 1285년 밀성군으로 승격되었다.
- 1390년 밀양부로 승격되었다.
- 1895년 6월 23일(음력 윤5월 1일) 대구부 밀양군으로 개편하였다.[2]
- 1896년 8월 4일 경상남도 밀양군으로 개편하였다.[3]
- 1912년 12월 1일 경상북도 청도군 외서면(外西面)을 밀양군에 편입하였다.[4] 이후 외서면이 청도면으로 개칭되었다. (13면)
- 1914년 4월 1일 하서면 일부를 청도면에 편입하는 등 개편이 있었다.[5]

| 조선총독부령 제111호 |             | |
| 구 행정구역 | 신 행정구역 | 신 행정구역 |
| 밀양군 부내면(府内面) 활룡리 일부/(단장면)덕양리, 활룡리 일부/동부리 일부/교동리 일부, 가곡리/동부리 일부, 남포리 일부, 남부리 일부/노하리 일부, 서부리/남부리 일부/동부리 일부/노상리 일부/노하리 일부/교동리 일부, 노상리 일부/노하리 일부/교동리 일부/(부북면)운전리 일부/감천리 일부/용지리 일부, 교동리 일부 | 부내면      | 활성리, 용평리, 가곡동, 남포리, 삼문리, 내일동, 내이동, 교동리                                                                     |
| 밀양군 부북면(府北面) 전사포리, 제대리, 후사포리, 감천리 일부, 오례리, 덕곡리, 청운리/운전리 일부, 가산리, 대항리, 퇴로리, 월산리, 위천리/내위리, 무연리/춘화리 일부, 춘화리 일부/운전리 일부, 운전리 일부, 용지리 일부 | 부북면      | 전사포리, 제대리, 후사포리, 감천리, 오례리, 덕곡리, 청운리, 가산리, 대항리, 퇴로리, 월산리, 위천리, 무연리, 춘화리, 운전리, 용지리 |
| 밀양군 상동면(上東面) 옥산리, 고정리/(경상북도 청도군 하남면)용운동, 매지리 일부, 신곡리, 도곡리, 금산리, 가곡리, 안인리 | 상동면      | 옥산리, 고정리, 매화리, 신곡리, 도곡리, 금산리, 가곡리, 안인리                                                                     |
| 밀양군 천화산외면(穿火山外面) 희곡리, 금곡리, 죽동리/죽서리 일부/금천리 일부, 금천리 일부/죽서리 일부, 엄광리/남기리 일부, 남기리 일부 | 천화산외면  | 희곡리, 금곡리, 다죽리, 금천리, 엄광리, 남기리                                                                                     |
| 밀양군 천화산내면(穿火山內面) 용전리 일부, 임고리 일부, 송백리 일부/임고리 일부, 봉의리 일부/용전리 일부, 가인리 일부/봉의리 일부, 원서리, 삼장리, 남명리 | 천화산내면  | 용전리, 임고리, 송백리, 봉의리, 가인리, 원서리, 삼장리, 남명리                                                                     |
| 밀양군 단장면(丹場面) 대룡리 일부/사연리 일부, 사연리 일부/대룡리 일부, 무릉리/국전리 일부/대룡리 일부, 국전리 일부, 범도리/고례리 일부, 고례리 일부/구천리 일부/(양산군 하서면)중선리 일부, 구천리 일부, 단장리, 미촌리/안법리 일부, 안법리 일부, 법흥리/안법리 일부, 감물리 | 단장면      | 대룡리, 사연리, 무릉리, 국전리, 범도리, 고례리, 구천리, 단장리, 미촌리, 안법리, 법흥리, 감물리                                     |
| 밀양군 상남면(上南面) 예림리/운내리/(부내면)가곡리 일부/남포리 일부, 지산리/우곡리, 평촌리/숭진리 일부/(하동면)용성리 일부, 이연리/금룡리, 마산리/세천리 일부, 동산리/세천리 일부, 남산리, 외산리, 조음리 | 상남면      | 예림리, 지산리, 평촌리, 연금리, 마산리, 동산리, 남산리, 외산리, 조음리                                                             |
| 밀양군 하동면(下東面) 임천리 일부/숭진리 일부, 숭진리 일부/학금리 일부, 학금리 일부/숭진리 일부/임천리 일부, 용성리 일부/숭진리 일부/임천리 일부, 우곡리 일부, 우곡리 일부/미전리 일부, 미전리 일부/삼랑리 일부, 송지리/율동리 일부/검세리 일부/미전리 일부/(김해군 생림면)도요리 일부, 검세리 일부/안대리 일부, 행곡리 일부/(양산군 하서면)내포동 일부, 율동리 일부/우곡리 일부, 삼랑리 일부                                           | 하동면      | 임천리, 숭진리, 청학리, 용성리, 우곡리, 용전리, 미전리, 송지리, 검세리, 안대리, 행곡리, 율동리, 삼랑리                             |
| 밀양군 하남면(下南面) 명례리 일부, 백산리 일부/명례리 일부, 수산리 일부/백산리 일부, 파서리/백산리 일부, 남전리, 대사리 일부, 귀명리/(상서초동면)금포리 일부, 양동리/대사리 일부/수산리 일부 | 하남면      | 명례리, 백산리, 수산리, 파서리, 남전리, 대사리, 귀명리, 양동리                                                                     |
| 밀양군 상서이동면(上西二東面) 서가정리/다례리, 고라리, 웅동리, 중산리 일부, 덕암리/중산리 일부, 모로리, 연상리, 성덕리/(영산군 부곡면)수다리 일부 | 상서이동면  | 가례리, 고라리, 웅동리, 중산리, 덕암리, 모로리, 연상리, 성덕리                                                                     |
| 밀양군 상서초동면(上西初東面) 와지리/봉황리, 신월리 일부/신기리 일부/범평리 일부, 덕산리/송림리/신월리 일부, 범평리 일부/오방리 일부, 오방리 일부/범평리 일부, 명성리 일부/오방리 일부/대곡리 일부/범평리 일부, 대곡리 일부/반월리 일부/명성리 일부/검암리 일부, 반월리 일부/대곡리 일부, 검암리 일부/서호리 일부/성만리 일부, 금포리 일부/검암리 일부/성만리 일부, 구연리/신기리 일부/성만리 일부, 서호리 일부/신기리 일부/신월리 일부 | 상서초동면  | 봉황리, 신월리, 덕산리, 범평리, 오방리, 명성리, 대곡리, 반월리, 검암리, 금포리, 성만리, 신호리                                     |
| 밀양군 하서면(下西面) 무안리/부로리, 신법리, 삼대리, 화봉리, 죽월리, 판곡리, 마흘리, 운정리, 정곡리, 양효리, 내진리 일부, 내진리 일부/덕법리 일부/(청도면)동산동, 덕법리 일부/(청도면)소고동 일부/인산동 일부, 사지리/덕법리 일부/(청도면)소고동 일부 | 하서면      | 무안리, 신법리, 삼대리, 화봉리, 죽월리, 판곡리, 마흘리, 운정리, 정곡리, 양효리, 내진리, 동산리                                     |
| 밀양군 하서면(下西面) 무안리/부로리, 신법리, 삼대리, 화봉리, 죽월리, 판곡리, 마흘리, 운정리, 정곡리, 양효리, 내진리 일부, 내진리 일부/덕법리 일부/(청도면)동산동, 덕법리 일부/(청도면)소고동 일부/인산동 일부, 사지리/덕법리 일부/(청도면)소고동 일부 | 청도면      | 고법리, 사고리 |
| 밀양군 청도면(清道面) 인산동 일부, 조천동, 두곡동, 소태동, 구좌동/(하서면)근기리 | 청도면      | 인산리, 조천리, 두곡리, 소태리, 구기리                                                                                             |
- 1918년 부내면을 밀양면으로, 천화산내면을 산내면으로, 천화산외면을 산외면으로, 상서초동면을 초동면으로, 상서이동면을 이동면으로 개칭하였다.
- 1923년 밀양면을 지정면으로 하였다.
- 1928년 4월 1일 하동면을 삼랑진면으로 개칭하였다.[6]
- 1931년 4월 1일 밀양면을 밀양읍으로 승격하였다.[7] (1읍 12면)
- 1933년 1월 1일 이동면, 하서면을 무안면으로 합면하였다.[8] (1읍 11면)
- 1946년 밀양읍 대성정을 상동면 안인리로 하였다.
- 1963년 1월 1일 삼랑진면을 삼랑진읍으로 승격하였다.[9] (2읍 10면)
- 1966년 7월 15일 삼랑진읍 임천출장소를 설치하였다.[10]
- 1973년 7월 1일 하남면을 하남읍으로 승격하였다.[11] (3읍 9면)
- 1989년 1월 1일 밀양읍 일원을 관할로 밀양시가 설치되었다.[12] (2읍 9면 6행정동)
- 1995년 1월 1일 밀양시 일원과 밀양군 일원을 관할로 도농복합형태의 밀양시가 설치되었다.[13]
- 1998년 9월 21일 용활동을 내일동에 합동하였다. (2읍 9면 5행정동)
- 2004년 4월 1일 밀양역에 KTX 고속열차가 정차하기 시작하였다.